# إبراهيم بن داود
إبراهيم بن داود (1110-1180 م) هو فلكي ، فيلسوف ومؤرخ ، يهودي عاش في الأندلس الإسلامي.
أهم مؤلفاته هي «العقيدة الرفيعة» التي كتبت بالعربية ثم تُرجمت إلى العبرية.

## روابط خارجية
- إبراهيم بن داود على موقع الموسوعة البريطانية (الإنجليزية)

## راجع أيضا
- حسداي بن شفروط
- ابن عزرا